# Ruppenpass
Il Ruppenpass è un passo tra il Canton Appenzello Esterno e il Canton San Gallo che collega la località di Trogen con Altstätten. Scollina ad un'altitudine di 1.003 m s.l.m.